# 스페인 인판테 곤살로
스페인 인판테 곤살로(Infante Gonzalo of Spain, 1914년 10월 24일 ~ 1934년 8월 13일)는 스페인의 국왕 알폰소 13세와 그의 아내 빅토리아 에우게니 폰 바텐베르크의 넷째 아들이다.